# イリノイ州出身の人物一覧
この一覧はイリノイ州出身の著名人についての記事を姓の50音順に配列したものである。
| 目次 | 目次 | 目次 | 目次 | 目次 | 目次 | 目次 | 目次 | 目次 | 目次 | 目次 |
| ---- | ---- | ---- | ---- | ---- | ---- | ---- | ---- | ---- | ---- | ---- |
| わ   | ら   | や   | ま   | は   |      | な   | た   | さ   | か   | あ   |
|      | り   |      | み   | ひ   |      | に   | ち   | し   | き   | い   |
| を   | る   | ゆ   | む   | ふ   |      | ぬ   | つ   | す   | く   | う   |
|      | れ   |      | め   | へ   |      | ね   | て   | せ   | け   | え   |
| ん   | ろ   | よ   | も   | ほ   |      | の   | と   | そ   | こ   | お   |

## あ行

### あ
- パトリシア・アークエット - 女優
- ワイアット・アープ - 西部開拓時代の保安官
- ガブリエル・アーモンド - 政治学者
- ジョン・G・アヴィルドセン - 映画監督
- ジョン・アシュクロフト - 第79代アメリカ合衆国司法長官
- メアリー・アスター - 女優
- ジェーン・アダムズ - 社会活動家
- アナスタシア - 歌手
- エディ・アルバート - 俳優
- エドワード・アルマン - 地理学者
- カレン・アレン - 女優
- ジョアン・アレン - 女優
- マイケル・アンジェロ - ミュージシャン
- ジリアン・アンダーソン - 女優

### い
- アンドレ・イグダーラ - バスケットボール選手
- ジェイソン・イズリングハウゼン - 野球選手

### う
- ヴィンセント・デュ・ヴィニョー - 生化学者
- ウォルト・ディズニー - アニメーター、ディズニーランド建設
- ロイ・O・ディズニー - アニメーター
- トニー・ウィリアムス - ミュージシャン
- ロビン・ウィリアムズ - 俳優
- マーベル・ウイン - 野球選手
- シェリー・ウィンタース - 女優
- ドウェイン・ウェイド - バスケットボール選手
- ハスケル・ウェクスラー - 映画撮影監督
- エドワード・ウェストン - 写真家
- ラクエル・ウェルチ - 女優
- アントワン・ウォーカー - バスケットボール選手
- ウォシャウスキー兄弟 - 映画監督

### え
- ビリー・エバンス - MLB審判員 (アメリカ野球殿堂表彰者)
- ビル・エヴァンス - ミュージシャン
- レイコ・エイルスワース - 女優

### お
- ケヴィン・J・オコナー - 俳優
- レイ・オジー - 「Lotus Notesの父」と呼ばれる、Lotus Notes開発者の一人
- ボブ・オファレル - 野球選手
- ジム・オルーク - ミュージシャン

## か行

### か
- ジョン・オールデン・カーペンター - 実業家
- ゲーリー・ガイエティ - 野球選手
- カイヤ - タレント
- フィリップ・カウフマン - 映画監督
- セオドア・カジンスキー - 数学博士・爆弾魔
- ダン・カステラネタ - 俳優・声優
- ブライアン・カルバートソン - ミュージシャン
- ジミー・ガロポロ - アメリカンフットボール選手

### き
- 小野田紀美 - 政治家
- フィル・キャバレッタ - 野球選手
- サラ・ウェイン・キャリーズ - 女優
- ジョン・キューザック - 俳優
- ポール・ギルバート - ミュージシャン

### く
- エイダン・クイン - 俳優
- ベニー・グッドマン - クラリネット奏者
- クリス・クライン - 俳優
- アリソン・クラウス - 歌手
- アンナ・クラムスキー - 女優
- ショーン・グリーン - 野球選手
- ボブ・クリスチャン - 野球選手
- ジューン・クリスティ - 歌手
- ウォルター・バーリー・グリフィン - 建築家
- ジョニー・グリフィン - サックス奏者
- ヒラリー・クリントン - ファーストレディ、政治家
- オットー・グレアム - アメリカンフットボール選手
- ケビン・クローン - 国際コラムニスト
- シンディ・クロフォード - ファッションモデル

### け
- ジョン・ゲイシー - 連続殺人者
- エディー・ゲーデル - 野球選手
- マリア・ケネリス - 女子プロレスラー
- R・ケリー - シンガーソングライター・音楽プロデューサー

### こ
- ジョン・コーザイン - 政治家
- ジミー・コナーズ - テニス選手
- チャールズ・コミスキー - 野球選手・監督・オーナー (アメリカ野球殿堂表彰者)
- ジョッコ・コンラン - 野球選手・審判 (アメリカ野球殿堂表彰者)

## さ行

### さ
- ピーター・サースガード - 俳優
- ユージン・サーナン - 宇宙飛行士
- マーシャル・サーリンズ - 文化人類学者
- ランディ・サベージ - プロレスラー

### し
- CMパンク - プロレスラー
- ドン・シーゲル - 映画監督
- ウォーレン・ジヴォン - ミュージシャン
- ジャネット・ジェーガン - ガイアナ協同共和国大統領
- サム・シェパード - 俳優
- シドニィ・シェルダン - 作家
- リチャード・ジェンキンス - 俳優
- ゲイリー・シニーズ - 俳優
- オマー・シメオン - クラリネット奏者
- ボビー・シモンズ - バスケットボール選手
- デービッド・シュルキン - 医師・政治家
- レイ・シャーク - 野球選手・監督 (アメリカ野球殿堂表彰者)
- ウォーレン・ジャイルズ - ナショナルリーグ第12代会長 (アメリカ野球殿堂表彰者)
- ブライアン・シャウス - 野球選手
- ギル・シャハム - バイオリン奏者
- トニー・シャルーブ - 俳優
- シュミット・ダニエル - サッカー選手
- ジョセフ・シュワントナー - 作曲家
- ジャッキー・ジョイナー・カーシー - 陸上競技選手
- レッド・ショーエンディーンスト - 野球選手・監督 (アメリカ野球殿堂表彰者)
- クインシー・ジョーンズ - 音楽プロデューサー
- ダリル・ジョーンズ - ミュージシャン
- ブルース・ジョンストン - ミュージシャン
- リック・ショート - 野球選手

### す
- アンソニー・E・ズイカー - テレビドラマシリーズ『CSI:科学捜査班』の企画原案、製作総指揮者
- エドワード・ズウィック - 映画監督
- トム・スケリット - 俳優
- ジョン・スタージェス - 映画監督
- フィッシャー・スティーヴンス - 映画監督
- ジョナサン・スペクター - サッカー選手
- デーブ・スペクター - タレント
- アルバート・スポルディング - 野球選手・監督。スポルディング社創始者。(アメリカ野球殿堂表彰者)
- パティ・スミス - ミュージシャン
- ジョン・クラーク・スレイター - 理論物理学者
- グロリア・スワンソン - 女優

### せ
- ブレット・セイバーヘイゲン - 野球選手
- ビリー・ゼイン - 俳優
- ロバート・ゼーリック - 政治家
- ピーター・セテラ - ミュージシャン
- ロバート・ゼメキス - 映画監督

## た行

### た
- エヴァレット・ダークセン - 政治家
- ブルース・ダーン - 俳優
- ノーマン・タウログ - 映画監督
- ロビン・タニー - 女優
- ドロテア・タニング - 画家
- マイケル・クラーク・ダンカン - 俳優

### て
- ジェフリー・ディーヴァー - 作家
- マイルス・デイヴィス - トランペット奏者
- ジャック・ディジョネット - ミュージシャン
- ウォルト・ディズニー - アニメ製作者、ミッキーマウスの生みの親
- フィリップ・K・ディック - 作家
- ポール・ティベッツ - 空軍パイロット、広島に原爆投下したB-29の機長
- フィル・ティペット - ストップモーション・アニメーター
- リリ・テイラー - 女優
- ロバート・デイリー - 映画プロデューサー
- チャールズ・ティリー - 社会学者
- シャーニー・デービス - スピードスケート選手
- アンディ・テナント - 映画監督
- ロザリン・テューレック - ピアニスト

### と
- スコット・トゥロー - 作家
- アイザイア・トーマス - バスケットボール選手
- ジム・トーミ - 野球選手
- ジャック・ドーン - プロレスのレフェリー
- ブライアン・トラックスラー - 野球選手
- フランク・ドレイク - 天文学者
- クライド・トンボー - 天文学者

## な行

### に
- セス・B・ニコルソン - 天文学者

### ね
- エリオット・ネス - アメリカ合衆国財務省の執行官、アル・カポネ摘発の責任者

### の
- クリストファー・ノインスキー - プロレスラー
- キム・ノヴァク - 女優
- ケン・ノートン - ボクサー

## は行

### は
- ウォーリー・バー - ヴォイス・ディレクター、声優
- ウェス・パーカー - 野球選手
- ジョン・パークハースト - 天文学者
- ショーン・バーグマン - 野球選手
- シーモア・ハーシュ - ジャーナリスト
- ティム・ハーダウェイ - バスケットボール選手
- ジェシー・バーフィールド - 野球選手
- アル・バーリック - MLB審判員 (アメリカ野球殿堂表彰者)
- ピーター・バーンサイド - 野球選手
- カービー・パケット - 野球選手 (アメリカ野球殿堂表彰者)
- ダニー・ハサウェイ - ミュージシャン
- ホワイティ・ハーゾグ - 野球選手・監督 (アメリカ野球殿堂表彰者)
- リチャード・バック - 作家
- チャド・パットン - プロレスのレフェリー
- ロック・ハドソン - 俳優
- トッド・ハミルトン - プロゴルファー
- ウィル・ハリッジ - アメリカンリーグ第3代会長 (アメリカ野球殿堂表彰者)
- エド・バロー - 野球チームの監督・球団経営者 (アメリカ野球殿堂表彰者)
- エリカ・ハロルド - 2003年度のミス・アメリカ
- リチャード・パワーズ - 作家
- ジュワン・ハワード - バスケットボール選手
- テレンス・ハワード - 俳優
- ハービー・ハンコック - ミュージシャン
- エルズワース・ハンティントン - 地理学者
- ダリル・ハンナ - 女優
- ルーカス・バン・ネス - アメリカンフットボール選手

### ひ
- ボビー・ヒーナン - プロレスラー
- ワイルド・ビル・ヒコック - 西部開拓時代のガンマン
- バリー・ヒューガート - 作家
- マット・ヒューズ - 格闘家

### ふ
- ボビー・フィッシャー - チェスプレイヤー
- ハリソン・フォード - 俳優
- ベティ・フォード - ファーストレディ
- ボブ・フォッシー - 映画監督
- ジョージ・ブコビッチ - 野球選手
- ルー・ブードロー - 野球選手・監督 (アメリカ野球殿堂表彰者)
- バーニー・フュークス - イラストレーター
- リチャード・プライヤー - 俳優
- アンドレ・ブラウアー - 俳優
- ロニー・プラキシコ - ミュージシャン
- ジョニー・ブラック - ポルノ女優
- レイ・ブラッドベリ - 作家
- デニス・フランツ - 俳優
- ウィリアム・フリードキン - 映画監督
- ロバート・ブロック - 作家
- キャリスタ・フロックハート - 女優

### へ
- コリー・ベイリー - 野球選手
- マイケル・ヘグストランド - プロレスラー
- チャールトン・ヘストン - 俳優
- ビル・ベック - 球団経営者 (アメリカ野球殿堂表彰者)
- アーネスト・ヘミングウェイ - 作家
- ラルフ・ベラミー - 俳優
- ジョン・ベルーシ - 俳優
- レノ・ベルトイア - 野球選手
- トム・ベレンジャー - 俳優
- ジョディ・ベンソン -女優・声優
- リッキー・ヘンダーソン - 野球選手 (アメリカ野球殿堂表彰者)

### ほ
- ルー・ポート - 野球選手
- コーリー・ポール - 野球選手
- ウィリアム・ホールデン - 俳優
- ジム・ボトムリー - 野球選手・監督 (アメリカ野球殿堂表彰者)
- マッドマン・ポンド - プロレスラー

## ま行

### ま
- リチャード・マークス - シンガーソングライター
- トッド・マーティン - テニス選手
- ビル・マーレイ - 俳優
- ジョン・マイアング - ミュージシャン
- ジョージ・マイカン - バスケットボール選手
- テレンス・マリック - 映画監督
- ロドニー・マイヤーズ - 野球選手
- ジョー・マクギニティ - 野球選手 (アメリカ野球殿堂表彰者)
- フランシス・マクドーマンド - 女優
- ブライアン・マクブライド - サッカー選手
- フレッド・マクマレイ - 俳優
- ボブ・マグラス - 歌手、俳優
- ヴァージニア・マドセン - 女優
- マイケル・マドセン - 俳優
- マーリー・マトリン - 女優
- デヴィッド・マメット - 劇作家
- ショーン・マリオン - バスケットボール選手
- ジョン・マルコヴィッチ - 俳優
- マーク・マルダー - 野球選手
- マイケル・マン - 映画監督
- レイ・マンザレク - ミュージシャン

### み
- ヴィンセント・ミネリ - 映画監督

### め
- カーティス・メイフィールド - ミュージシャン
- ジョン・メリウェザー - 債権トレーダー

### も
- ベン・ロイ・モッテルソン - 理論物理学者
- 元榮太一郎 - 日本の弁護士、政治家

## や行

### ゆ
- ピーター・ユベロス - ロサンゼルスオリンピック大会委員長・MLBコミッショナー

### よ
- ロビン・ヨーント - 野球選手 (アメリカ野球殿堂表彰者)

## ら行

### ら
- エヴァン・ライサチェク - フィギュアスケート選手
- フリッツ・ライバー - 作家
- ハロルド・ライミス - 脚本家・映画監督
- ジョン・C・ライリー - 俳優
- リック・ラッシェル - 野球選手
- アーサー・W・ラドフォード - 軍人
- レッド・ラフィング - 野球選手 (アメリカ野球殿堂表彰者)
- ドナルド・ラムズフェルド - 政治家
- アルフレッド・ランシング - ジャーナリスト・作家

### り
- デニス・リチャーズ - 女優
- ミニー・リパートン - 歌手
- リュダクリス - ミュージシャン
- ポール・リンゼイ - FBI捜査官
- フレディ・リンドストロム - 野球選手 (アメリカ野球殿堂表彰者)

### る
- ジョン・ルイス - ミュージシャン
- ラムゼイ・ルイス - ミュージシャン
- ジア・ルイス＝スモールウッド - 陸上競技選手
- グレッグ・ルジンスキー - 野球選手
- ジャック・ルビー - ナイトクラブオーナー、ケネディ大統領暗殺容疑者リー・ハーヴェイ・オズワルドを射殺した人物

### れ
- レオ14世 - 第267代ローマ教皇
- ロナルド・レーガン - 第40代アメリカ合衆国大統領
- グロート・レーバー - 天文学者

### ろ
- ダコタ・ローズ - モデル・タレント
- カール・ロジャース - 臨床心理学者
- フレディ・ロドリゲス - 俳優
- ロビン・ロバーツ - 野球選手 (アメリカ野球殿堂表彰者)
- キム・スタンリー・ロビンソン - 作家
- マイク・ロマノ - 野球選手

## わ行

### わ
- マーク・ワイザー - ユビキタスコンピューティングの祖
- アルバート・ワトソン2世 - アメリカ陸軍所属の軍人
- サム・ワナメイカー - 俳優
- ロバート・ワドロー - 「最も身長の高い人間」としてギネスブックに記載された人物